# Улица Маршала Сергеева
Улица Ма́ршала Серге́ева — улица на западе Москвы в районе Кунцево Западного административного округа между Ярцевской и Молодогвардейской улицами.

## Происхождение названия
Проектируемый проезд № 6390 получил название улица Маршала Сергеева в июне 2017 года. Улица названа в честь российского государственного и военного деятеля, первого и единственного маршала Российской Федерации Игоря Сергеева (1938—2006), министра обороны России (1997—2001).. Улица названа в связи с тем, что Игорь Сергеев жил в Кунцево.

## Описание
Улица начинается от Ярцевской улицы, проходит на юго-восток, поворачивает на юг и выходит на Молодогвардейскую улицу.